# Villa Tigellius
Villa Tigellius è una storica residenza di Mulinetti, frazione di Recco, sulla Riviera di Levante. Attualmente in disuso.

## Storia
La villa venne eretta nel 1898 secondo il progetto dell'architetto genovese Marco Aurelio Crotta per la famiglia Peirano. Negli anni sessanta l'allora proprietario, il facoltoso milanese Giovanni Battista Massone, donò l'immobile al comune di Milano, che la adibì a casa vacanze per studenti delle scuole elementari e medie meneghine.
Nel 2011 l'amministrazione comunale milanese, alla guida di Giuliano Pisapia, mette in vendita la proprietà.

## Descrizione
La villa, di stile eclettico dalle ispirazioni neogotiche, riprende le fattezze di un castello. Il fabbricato, sviluppato su quattro piani, è caratterizzato dalla giustapposizione di una torre. Finestre a bifora e merlatura a coda di rondine completano l'apparato decorativo.
La villa sorge in posizione panoramica sul mare in località Mulinetti e dispone di un grande giardino con specie botaniche rare.